# Faturismo
Faturismo è il terzo album in studio del cantante italiano Fatur, pubblicato nel 2000 da OlgaDischiVolanti.

## Tracce
Testi di Fatur, musiche di Enrico "Era" Degli Esposti.
1. Trabant Punk
2. Sul sofa
3. Che Benares
4. Nebbia
5. Walzer della Mietitrebbia
6. Madame Mercedes
7. Slim F87
8. Honolulu
9. Senza sosta
10. Lady London
11. Cosmic Punk (Elettro ripresa de l'amour + Space tribe)

## Crediti
- Danilo Fatur - voce
- Enrico "Era" Degli Esposti - chitarra, tastiere, basso, drum machine e produzione
- Cristina Luppi - voce e cori
- Erio Lugli - cori, batteria
- Bob Lugli - cori, chitarra in Cosmik Punk
- Mike P. - tromba